# Mr. Vertigo
Mr. Vertigo è un romanzo dello scrittore Paul Auster, pubblicato per la prima volta nel 1994.

## Trama
Il romanzo racconta la storia di un giovane orfano di Saint Louis, Walter Claireborne Rawley, che incontra un misterioso personaggio conosciuto solo come Maestro Yehudi. Maestro Yehudi insegna a Walter come volare e, terminato l'addestramento, i due affrontano un viaggio attraverso gli Stati Uniti con spettacoli di intrattenimento.
Ormai adolescente, Walt perde la capacità di volare e decide di affrontare un nuovo progetto con l'inseparabile Maestro Yehudi: vuole diventare un attore famoso.
I due partono alla volta di Hollywood ma vengono intercettati da una banda di criminali capeggiata dallo zio di Walt, Slim.
Questi ruba loro tutti i soldi rimasti e nell'incidente maestro Yehudi resta gravemente ferito. Decide allora di confessare al giovane Walt che un cancro allo stomaco lo ucciderà entro sei mesi al massimo, e chiede a Walt di aiutarlo a uccidersi e andare poi per la sua strada.
Walt si rifiuta di sparargli e Maestro Yehudi è costretto a darsi la morte.
Il ragazzo, distrutto, passa i seguenti tre anni a cercare suo zio Slim, colpevole dell'incidente e della conseguente morte del Maestro per vendicarsi e, trovandolo, lo uccide facendogli bere una coppa di latte avvelenato.
Prende quindi il suo posto in un affare illegale sul commercio di alcoolici e ben presto diventa il braccio destro di un malvivente di nome Bingo.
Dopo aver vinto molti soldi fonda un locale che chiamerà Mr.Vertigo, destinato a essere frequentato dai personaggi illustri di Chicago. È questo un bel periodo per Walt, che finisce però nel momento in cui lui si intestardisce sull'idea di salvare dall'autodistruzione un famoso giocatore di baseball che continua a giocare nonostante non abbia più talento.
Arriva al punto di cercare di convincerlo a suicidarsi, ma viene arrestato.
Viene salvato dal carcere grazie all'intervento di Bingo e si arruola nell'esercito. Dopo il congedo inizia a fare i lavori più rari e si sposa con l'unica donna che abbia mai amato, Molly.
Molly muore di tumore dopo 26 anni di matrimonio con Walt, che rimane nuovamente distrutto.
Allora torna per caso a Wichita, città dove aveva avuto luogo il suo addestramento con Maestro Yehudi e vi ritrova la storica compagna del Maestro, ancora ricca e in affari.
Resta con lei per tutto il resto della sua vita e quando lei muore Walt eredita i suoi beni, resta a Wichita e scrive la storia della sua vita.